# Weissia bruchii
Weissia bruchii là một loài Rêu trong họ Pottiaceae. Loài này được (Hornsch.) Lindb. miêu tả khoa học đầu tiên năm 1879.